# Bolong
Bolong – rodzaj ornitopoda z grupy iguanodontów (Iguanodontia) żyjącego we wczesnej kredzie na terenach współczesnej Azji. Został opisany w 2010 roku przez Wu Wenhao i współpracowników w oparciu o niekompletny szkielet (YHZ-001) odkryty w dolnokredowych osadach formacji Yixian na zachodzie chińskiej prowincji Liaoning. Wu i in. wyróżnili kilka autapomorfii charakteryzujących Bolong: zagłębienie w miejscu połączenia kości szczękowej i łzowej, tylna gałąź kości przedczołowej tworząca podłużne zagłębienie powyżej oczodołu, wyrostek wentralny biegnący równolegle do brzusznej krawędzi kości przedzębowej, przednio-grzbietową powierzchnią stawową kości przedzębowej pokrywająca mniej niż dwie trzecie wysokości kości zębowej oraz dystalnie nachylony główny grzbiet koron zębów kości szczękowej. Według autorów Bolong różni się od Jinzhousaurus, innego iguanodonta znanego z formacji Yixian, co najmniej czternastoma cechami czaszki i uzębienia. Z analizy kladystycznej przeprowadzonej przez Wu i Godefroita (2012) wynika, że Bolong był najbardziej bazalnym znanym przedstawicielem grupy Hadrosauroidea (obejmującej hadrozaury i ornitopody bliżej spokrewnione z nimi niż z iguanodonem). Okaz holotypowy był ornitopodem o szacowanej całkowitej długości ciała ok. 3 metrów. Całkowite zasklepienie szwów łączących trzony kręgów i ich łuki wskazuje, że okaz ten w chwili śmierci nie był już osobnikiem młodym; jednak żebra ogonowe nie zrosły się jeszcze z trzonami kręgów ogonowych, co sugeruje, że okaz holotypowy przed śmiercią nie osiągnął dojrzałości płciowej.
Nazwa Bolong pochodzi od chińskich słów báo („mały”) i long („smok”), natomiast nazwa gatunkowa gatunku typowego, yixianensis, odnosi się do formacji Yixian, w której odkryto szczątki dinozaura.